# 間島冬道
間島 冬道（まじま ふゆみち、1827年11月26日（文政10年10月8日）- 1890年（明治23年）9月30日）は、江戸時代後期から明治時代の武士。勤皇の志士として活動した。また歌人であり、政治家、銀行家である。初名は正興、正休。通称は万次郎。

## 略歴
文政10年（1827年）10月8日に、尾張藩士として生まれる。植松茂岳に国学を学び、継いで和歌を熊谷直好に学んだ。14歳で徳川慶勝の近侍となり、木曽奉行、勘定奉行などを務める。幕末には勤王を唱え、安政の大獄で慶勝とともに5年間の幽閉生活を送る。
明治維新後、藩から選ばれて貢士となり公議所に出仕、後に刑法官判事となる。明治2年（1869年）の東京奠都に従い東上し、大宮県知事、名古屋県参事、宇和島県権令を歴任する。明治5年（1872年）に退官。
明治10年（1877年）、第十五国立銀行開業に当たり要職に就任し、日本鉄道の理事も務める。歌人としての活動にも精力を注ぎ、明治19年（1886年）宮内省御歌所寄人となり、高崎正風、松波遊山らと並んで明治六歌仙の一人と呼ばれる。
明治23年（1890年）9月30日、肺がんのため死去、享年63歳。同年9月25日付で正五位を贈られる。東京都の谷中霊園に眠る。

## 家族
- 妻・由伎子 ‐ 旧姓・大塩
- 六男・間島仲彦 ‐ 上5人の兄たちは全員早世。[9]
- 七男・間島弟彦
- 八男・間島季道（1890年生） ‐ 弟彦の異母弟。実業家。冬道が亡くなってから出生したため弟彦のもとで育ち、北海道帝国大学農学実科卒業後、農務省の海外実業練習生として米国留学、帰国後三越を経て1924年東洋製罐支配人・監査役、1939年に東洋機械を設立し取締役。[9][10]
- 二女・綾子 ‐ 榊原浩逸の妻。夫の義弟に鈴木寅彦。[9][11]
- 三女・志保子（汐子） ‐ 白滝幾之助の妻。[9]
- 孫・池田蕉園 ‐ 綾子の娘。池田輝方の妻。[9]
- 孫・文子 ‐ 綾子の娘。長世吉の妻。[12]

## 書籍
- 間島弟彦編 編『冬道翁歌集』 上、間島弟彦、1910年9月30日。 NCID BA32189680。全国書誌番号:54012368。
- 間島弟彦編 編『冬道翁歌集』 下、間島弟彦、1910年9月30日。 NCID BA32189680。全国書誌番号:54012368。
- 間島弟彦編 編『間島冬道翁全集』 上、間島弟彦、1919年11月30日。 NCID BN12920045。全国書誌番号:43021092。
- 間島弟彦編 編『間島冬道翁全集』 下、間島弟彦、1919年11月30日。 NCID BN12920045。全国書誌番号:43021092。

## 参考資料
- 日本人名大辞典
- 青山学院資料センター編 編「第一章　父冬彦翁と弟彦の誕生」『小伝 間島弟彦』青山学院、1977年11月16日、1-6頁。 NCID BN14191139。全国書誌番号:78005125。